# Jul Maroh
Jul Maroh (* 1985 in Lens) ist französischer Herkunft und zeichnet beruflich Comics. International bekannt wurde Maroh mit der Graphic Novel Blau ist eine warme Farbe aus dem Jahr 2010.

## Leben
Jul Maroh studierte ab dem Alter von 18 Jahren am Brüsseler Institut Saint-Luc und der Académie royale des beaux-arts de Bruxelles.
Maroh identifiziert sich als nichtbinär (transgenre non binaire) und nutzt im Französischen für sich das männliche Pronomen il („er“) sowie das geschlechtsneutrale iel. Die französische Neubildung „iel“ (aus maskulin „il“ und feminin „elle“), im Plural „iels“, wurde im November 2021 ins Wörterbuch Le Petit Robert aufgenommen; es entspricht dem singularen they im Englischen.

## Werke
2010 erschien Marohs Erstling Le bleu est une couleur chaude über die Liebe der 15-jährigen lesbischen Schülerin Clémentine zu einer Studentin im Glénat-Verlag und erhielt einen Publikumspreis beim Festival International de la Bande Dessinée d’Angoulême 2011.
Eine Verfilmung unter dem Titel Blau ist eine warme Farbe (La Vie d’Adèle – Chapitre 1 & 2) des Regisseurs Abdellatif Kechiche mit Adèle Exarchopoulos und Léa Seydoux in den Hauptrollen wurde 2013 bei den Filmfestspielen von Cannes mit der Goldenen Palme ausgezeichnet.